# Vlaamsesteenweg
De Vlaamsesteenweg (Frans: Rue de Flandre; Brussels: Vlomse Kassaa) is een straat in Brussel die loopt van het Sint-Katelijneplein tot de Vlaamsepoort. Over het Kanaal Brussel-Charleroi loopt het traject verder onder de naam Gentsesteenweg.

## Inrichting en verkeer
De Vlaamsesteenweg is een eenrichtingsstraat met een wegdek van gezaagde kasseien. Het deel richting kanaal is sinds september 2023 omgevormd tot een autoluwe schoolstraat. In 2018 was hiervoor al een test uitgevoerd na acties van het comité Filter Café Filtre.

## Bebouwing
Aan de Vlaamsesteenweg liggen voornamelijk rijhuizen. In het eerste deel, tussen het Sint-Katelijneplein en de kruising met de Varkensmarkt/Papenvest/Léon Lepagestraat, zijn veel huizen smal en diep. Een achttal van deze panden heeft historische topgevels. Op nr. 46 is er een doorgang naar het 17e-eeuwse Bellonahuis. In dit deel van de straat zijn er veel winkels en horeca. Onder de cafés kunnen Au laboureur en Au Derby worden genoemd, met hun oude interieurs.
Voor het tweede deel richting kanaal maakt de Vlaamsesteenweg een westwaartse knik. Het is er residentiëler en op verschillende plaatsen komen er gangen en steegjes uit (Ekstergang, Ooievaarstraat, Poilsgang, Voermansgang). Ook ligt hier de Nederlandstalige katholieke basisschool Maria Boodschap ('Klein MaBo'). In het kopgebouw op het einde van de Vlaamsesteenweg is sinds 2002 café Walvis gevestigd.

## Geschiedenis
De benaming 'Vlaamsesteenweg' verschijnt voor het eerst in de bronnen in 1491, maar de straat is ouder en werd in de eeuwen voordien eenvoudig de 'Steenweg' of 'Lange Steenweg' genoemd. Het was een van de eerste geplaveide straten van de stad en ze bevond zich buiten de Sint-Katelijnepoort op de eerste stadsomwalling. Het was een onderdeel van de oude handelsweg tussen Brugge en Keulen. Aan het begin van de steenweg vestigden zich in 1235 de Witte Juffrouwen, een religieuze gemeenschap die door ongeregeldheden gedwongen transformeerde tot het Regularissenklooster Jericho.
Door stadsgroei kwam de Vlaamsesteenweg binnen de muren te liggen. Eerst werden de 'Kleine Vesten' aangelegd, een aarden talud en gracht, die op de kruising met de Vlaamsesteenweg een doorgang kregen genaamd Filipspoort (ca. 1340-1350). Er was ook een Filipsbrug. Al snel gingen de Brusselaars spreken over de 'Verlorenkostpoort', vermoedelijk omdat haar verdedigende functie na de bouw van de tweede ringmuur was overgenomen door de Vlaamsepoort.
Door de opening van de Schipvaart in 1561 kreeg Brussel een nieuwe binnenhaven parallel aan de Vlaamsesteenweg. Tussen de steenweg en de kaaien ontstonden drie verdichtingsstraatjes, die er nog zijn: het Land van Luikstraatje, het Naam Jezusstraatje en de Zeehondstraat.
Vooral in de 19e eeuw leidde bevolkingsdruk tot de creatie van tal van gangen en impasses aan de Vlaamsesteenweg. Dit waren private woonerven waar arbeiders bijeenhokten die in de naburige industrie werkten. Het eerste dergelijke project was het Sleutelstraatje geweest in 1641 (zo genoemd omdat het als privéterrein een straathek had dat 's avonds werd afgesloten).
Tijdens de Belgische Revolutie werd in de Vlaamsesteenweg, op 23 september 1830, zwaar gevochten. Onder kolonel Van Balveren trok een kolonne infanterie en huzaren de straat binnen, zonder te beseffen wat voor roerige buurt het was. Toen ze aan de Varkensmarkt op een barricade van de burgerwacht botsten, verloren ze de controle. Vanuit de huizen werd het regeringsleger met vanalles bekogeld en slechts met aanzienlijke verliezen kon het zich uit de smalle straat terugtrekken.
Naar het einde van de 19e eeuw kreeg de Vlaamsesteenweg een paardentram. 
De veertien dichtbevolkte en onhygiënische gangen rond de Vlaamsesteenweg werden door de stedelijke overheid met argwaan bekeken. Urbanisme werd ingezet om de situatie te saneren. In 1891 liet burgemeester Karel Buls parallel aan de Vlaamsesteenweg de bredere en rechtere Antoine Dansaertstraat aanleggen. Het proletariaat verdween niet, maar trok zich terug naar het achterste deel van de Vlaamsesteenweg. Dat deel werd verbreed bij het doortrekken van de Antoine Dansaertstraat (1898-1899).
Begin 20e eeuw waren er twee zalen voor vertier in de Vlaamsesteenweg: cinema Cosmos (met klein orkest) en de zondagse danszaal Mabille (groot orkest). Veel cafés in de straat hadden achterin een tuin waar trouwfeesten en banketten werden gehouden. De handelaars van de Vlaamsesteenweg begonnen in 1923 een grote braderie, die twee weken duurde. Een eeuw later bestaat die nog steeds, maar verveld tot een brocantedag.

## Voetnoten
1. ↑  Europese Week van Mobiliteit in Brussel afgetrapt in autoluwe Vlaamsesteenweg, BRUZZ, 16 september 2024
2. ↑  Filter Café Filtré wil Vlaamsesteenweg opnieuw afsluiten: ‘Stad doet niets’, BRUZZ, 8 juni 2021
3. ↑  Procedure opgestart om cafés 'Au Daringman' en 'Au Laboureur' te beschermen als erfgoed, BRUZZ, 22 februari 2024
4. ↑  Nicolay heropent café Walvis, BRUZZ, 7 januari 2014
5. ↑  Bram Vannieuwenhuyze, Brussel, de ontwikkeling van een middeleeuwse stedelijke ruimte, doctoraal proefschrift Geschiedenis, Universiteit Gent, 2008, p. 163
6. ↑  Bram Vannieuwenhuyze, Brussel, de ontwikkeling van een middeleeuwse stedelijke ruimte, doctoraal proefschrift Geschiedenis, Universiteit Gent, 2008, p. 185
7. ↑  Bram Vannieuwenhuyze, Brussel, de ontwikkeling van een middeleeuwse stedelijke ruimte, doctoraal proefschrift Geschiedenis, Universiteit Gent, 2008, p. 339
8. ↑  Bram Vannieuwenhuyze, Brussel, de ontwikkeling van een middeleeuwse stedelijke ruimte, doctoraal proefschrift Geschiedenis, Universiteit Gent, 2008, p. 207
9. ↑  Lucia Gaiardo, Gangen in Brussel (= Brussel. Stad van kunst en geschiedenis, nr. 27), Brussel, 2008, p. 5
10. ↑  Johan Op de Beeck, Het verlies van België, 2015
11. 1 2  Lucas Catherine: ‘De Vlaamsesteenweg is boeiender dan de Dansaertstraat’, BRUZZ, 9 oktober 2024
12. ↑  Vlaamsesteenweg, Inventaris Bouwkundig Erfgoed (bezocht 11 oktober 2024)
13. ↑  Jean d'Osta, Dictionnaire historique et anecdotique des rues de Bruxelles, 1986, p. 119
14. ↑  Michaël Bellon, Tournée Zennerale, Erfgoedcel Brussel, 2012, p. 42. De verdwenen cafés hadden namen als La Flêche d'or, La Charrue d'or, La Ruche, Le Nouveau pot de colle, Le Cornet, Meiboom, Hoop in de Toekomst en Plezanten hof.